# Paul Bettany
Paul Bettany (* 27. května 1971 Londýn, Anglie) je anglický herec, scenárista a režisér.

## Život
Pochází z divadelnické rodiny, matka Anne (rozená Kettle) byla zpěvačka a divadelní pedagožka, otec Thane divadelní herec a zpěvák. Herečkou byla i jeho babička Olga Gwynne, jeho dědeček byl hudebník a propagátor Lesley Kettle. Má mladší sestru Sarah, spisovatelku. Jejich mladší bratr Matthew (1979–1987) zemřel při pádu v osmi letech. Jejich rodiče se v roce 1993 po 25 letech manželství rozvedli.
Jeho manželkou se 1. ledna 2003 stala americká herečka Jennifer Connelly, se kterou má syna Stellana (* 2003) a dceru Agnes (* 2011). Se svojí ženou se seznámil během natáčení oscarového snímku Čistá duše.
Herectví řádně vystudoval v rodném Londýně v Drama Centre, svoji kariéru poté zahájil jako divadelní herec. Debutoval ve West Endu ve hře An Inspector Calls pod režijním vedením Stephena Daldryho. Jako herec působil také v britské televizi a britských filmech.
Americké publikum jej poprvé objevilo díky snímku Příběh rytíře, ve které hrál po boku Heathe Ledgera roli komického básníka Chaucera.
V režii Richarda Loncrainea se objevil i v milostné komedii Wimbledon, kde po jeho boku hrála Kirsten Dunst.
Od roku 2008 hraje ve filmové sérii Marvel Cinematic Universe. Ve snímcích Iron Man (2008), Iron Man 2 (2010), Avengers (2012), Iron Man 3 (2013) a Avengers: Age of Ultron (2015) namluvil umělou inteligenci J.A.R.V.I.S.e. V Age of Ultron si zároveň zahrál postavu Visiona, kterou si zopakoval i v dalších filmech Captain America: Občanská válka (2016) a Avengers: Infinity War (2018) a v seriálu WandaVision (2021).
V roce 2014 scenáristicky a režijně debutoval snímkem Shelter.

## Filmografie

### Filmy
| Rok  | Název                                      | Role                        | Poznámky    |
| ---- | ------------------------------------------ | --------------------------- | ----------- |
| 1997 | Bent                                       | kapitán                     |             |
| 1998 | Armáda v sukních                           | Philip                      |             |
| 1999 | After the Rain                             | Steph                       |             |
| 2000 | Kiss Kiss (Bang Bang)                      | Jimmy                       |             |
| 2000 | The Suicide Club                           | Shaw                        |             |
| 2000 | Dead Babies                                | Quentin                     |             |
| 2000 | Nejlepší gangster                          | mladý gangster              |             |
| 2001 | Příběh rytíře                              | Geoffrey Chaucer            |             |
| 2001 | Čistá duše                                 | Charles Herman              |             |
| 2002 | Euston Road                                | Y                           | krátký film |
| 2002 | Rozpolcená srdce                           | Rickie                      |             |
| 2003 | Master & Commander: Odvrácená strana světa | dr. Stephen Maturin         |             |
| 2003 | Hra o smrti                                | Nicholas                    |             |
| 2003 | Dogville                                   | Tom Edison                  |             |
| 2004 | Wimbledon                                  | Peter Colt                  |             |
| 2006 | Firewall                                   | Bill Cox                    |             |
| 2006 | Šifra mistra Leonarda                      | Silas                       |             |
| 2008 | Iron Man                                   | J.A.R.V.I.S. (hlas)         |             |
| 2008 | Tajný život včel                           | T. Ray Owens                |             |
| 2008 | Inkoustové srdce                           | Dustfinger                  |             |
| 2008 | Broken Lines                               | Chester                     |             |
| 2009 | Královna Viktorie                          | lord Melbourne              |             |
| 2009 | Síla lásky                                 | Charles Darwin              |             |
| 2010 | Legie                                      | Michael                     |             |
| 2010 | Iron Man 2                                 | J.A.R.V.I.S. (hlas)         |             |
| 2010 | Cizinec                                    | John Acheson                |             |
| 2011 | Kazatel                                    | kazatel                     |             |
| 2011 | Margin Call                                | Will Emerson                |             |
| 2012 | Avengers                                   | J.A.R.V.I.S. (hlas)         |             |
| 2013 | Iron Man 3                                 | J.A.R.V.I.S. (hlas)         |             |
| 2013 | Blood                                      | Joe Fairburn                |             |
| 2014 | Transcendence                              | Max Waters                  |             |
| 2015 | Mortdecai: Grandiózní případ               | Jock Strapp                 |             |
| 2015 | Avengers: Age of Ultron                    | J.A.R.V.I.S. (hlas), Vision |             |
| 2015 | Legendy zločinu                            | Charlie Richardson          |             |
| 2016 | Captain America: Občanská válka            | Vision                      |             |
| 2017 | Na konci cesty                             | Osborne                     |             |
| 2018 | Avengers: Infinity War                     | Vision                      |             |
| 2018 | Solo: Star Wars Story                      | Dryden Vos                  |             |
| 2020 | Uncle Frank                                | Frank Bledsoe               |             |

### Televize
| Rok           | Název                      | Role                              | Poznámky                                                  |
| ------------- | -------------------------- | --------------------------------- | --------------------------------------------------------- |
| 1994          | Wycliffe                   | Ian Greaves                       | díl: „The Pea Green Boat“                                 |
| 1996          | Poldové                    | Jake Connolly                     | díl: „The Right Thing“                                    |
| 1997          | Sharpe's Waterloo          | princ Vilém Oranžský              | televizní film                                            |
| 1998          | Návrat domů                | Edward Carey-Lewis                | minisérie                                                 |
| 1998          | Killer Net                 | Joe Hunter                        | minisérie                                                 |
| 1999          | Every Woman Knows a Secret | Rob                               | minisérie                                                 |
| 2000          | David Copperfield          | James Steerforth                  | televizní film                                            |
| 2017          | Manhunt: Unabomber         | Ted Kaczynski                     | minisérie                                                 |
| 2021          | WandaVision                | Vision / White Vision             | minisérie                                                 |
| 2021          | Marvel Studios: Assembled  | sám sebe                          | dokumentární; díl: „Assembled: The Making of WandaVision“ |
| bude oznámeno | Skandál po anglicku        | Ian Campbell, 11th Duke of Argyll | hlavní role (2. řada)                                     |

## Ocenění a nominace
| Rok  | Ocenění                                | Kategorie                       | Film                                                          | Výsledek  |
| ---- | -------------------------------------- | ------------------------------- | ------------------------------------------------------------- | --------- |
| 2000 | British Independent Film Award         | Nejlepší herec                  | Nejlepší gangster                                             | nominace  |
| 2000 | London Film Critics' Circle Award      | Britský nováček roku            | Nejlepší gangster                                             | nominace  |
| 2001 | London Film Critics' Circle Award      | Herec ve vedlejší roli roku     | Příběh rytíře                                                 | vítězství |
| 2001 | Chicago Film Critics Association Award | Nejslibnější účinkující         | Příběh rytíře                                                 | nominace  |
| 2001 | London Film Critics' Circle Award      | Herec ve vedlejší roli roku     | Čistá duše                                                    | nominace  |
| 2001 | SAG Award                              | Nejlepší herecký výkon ve filmu | Čistá duše                                                    | nominace  |
| 2003 | Evening Standard British Film Award    | Nejlepší herec                  | Master & Commander: Odvrácená strana světa a Rozpolcená srdce | vítězství |
| 2003 | London Film Critics' Circle Award      | Britský herec roku              | Master & Commander: Odvrácená strana světa                    | vítězství |
| 2003 | Filmová cena Britské akademie          | Nejlepší herec ve vedlejší roli | Master & Commander: Odvrácená strana světa                    | nominace  |
| 2003 | BFCA Critics' Choice Award             | Nejlepší herec ve vedlejší roli | Master & Commander: Odvrácená strana světa                    | nominace  |
| 2004 | Empire Award                           | Nejlepší britský herec          | Wimbledon                                                     | nominace  |
| 2004 | Jordan Award                           | Nejlepší herec                  | Wimbledon                                                     | vítězství |
| 2006 | Glamour Awards                         | Muž roku                        |                                                               | vítězství |
| 2008 | Black Reel Awards                      | Nejlepší soubor                 | Tajný život včel                                              | nominace  |
| 2016 | Saturn Award                           | Nejlepší herec ve vedlejší roli | Avengers: Age of Ultron                                       | nominace  |